# Quarna Sotto
Quarna Sotto är en ort och kommun i provinsen Verbano Cusio Ossola i regionen Piemonte i Italien. Kommunen hade 385 invånare (2018).